# Višňové (Trenčín)
Višňové (em húngaro: Alsóvisnyó) é um município da Eslováquia, situado no distrito de Nové Mesto nad Váhom, na região de Trenčín. Tem 5,52 km² de área e sua população em 2018 foi estimada em 171 habitantes.

## Demografia
| Ano:        | 1994 | 2004 | 2014    | 2024   |
| ----------- | ---- | ---- | ------- | ------ |
| Broj ljudi: | 200  | 196  | 171     | 161    |
| Razlika:    |      | -2%  | -12,75% | -5,84% |

| Ano:               | 2023 | 2024   |
| ------------------ | ---- | ------ |
| Número de pessoas: | 162  | 161    |
| Diferença:         |      | -0,61% |